# Epirrhoe unilobata
Epirrhoe unilobata là một loài bướm đêm trong họ Geometridae.